# Hildebrando Munhoz Rodrigues

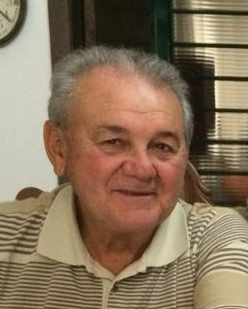
Prof. Hildebrando Munhoz Rodrigues (2015)

Hildebrando Munhoz Rodrigues (Neves Paulista, 1943 — São Paulo, 2023) foi um matemático brasileiro que teve importante influência como docente, pesquisador e responsável acadêmico, principalmente no Instituto de Ciências Matemáticas e de Computação (ICMC) do Campus de São Carlos da Universidade de São Paulo.
Foi diretor do ICMC de 1994 a 1998 e deu aulas como Professor Titular de 1989 a 2013. Ele orientou e guiou mais de 50 alunos nos níveis de Iniciação Científica, Mestrado e Doutorado e, ao longo dos anos, fazia questão de acompanhar de perto o desempenho acadêmico de cada um de seus alunos e chamá-los pelo nome. Recebeu o título de Professor Emérito do ICMC da USP em 15 de abril de 2015.
Suas pesquisas concentraram-se em Sistemas Dinámicos e Analise Matemática. En particular trabalhou em Equações Diferenciais Ordinárias, tanto em espaços de dimensão finita quanto de dimensão infinita, Equações Diferenciais com Retardamento e Equações em Derivadas Parciais. Mais especificamente, nos temas de Equivalência Assintótica e Linearização, Estabilidade, Oscilações Não Lineares, Soluções Periódicas, Simetria e Sincronização. Colaborou cientificamente com diversos matemáticos importantes na sua área, tanto no Brasil quanto nos Estados Unidos, Canadá, Venezuela e Europa.

## Biografia
Hildebrando Munhoz Rodrigues completou o ensino fundamental em São José do Rio Preto e cursou Licenciatura em Matemática na Faculdade de Filosofia, Ciências e Letras, atual UNESP, no campus de Rio Claro. Concluiu o Mestrado e o Doutorado na cidade de São Carlos no início da década de 1970, sob orientação do Prof. Nelson Onuchic. A sua tese doutoral (1973) teve como título Equivalência Assintótica Relativa, com Peso tµ, entre Sistemas de Equações Diferenciais Ordinárias. Fez estadias de formação e colaboração científica na Brown University, Georgia Institute of Technology, e em diversas universidades americanas e europeias, especialmente na Espanha.
Casou-se em 1974 com Maria Ivana da Silva, com quem teve três filhos. Sua interessante vida pessoal pode ser vista muito bem explicada em uma entrevista, e também em um vídeo, publicados por ocasião do cinquentenário do ICMC.